# Hydatius von Aquae Flaviae
Hydatius, auch Idatius geschrieben, († um 469) war Bischof von Aquae Flaviae (Chaves im heutigen Portugal) und ein spätantiker Chronist.

Hydatius wurde wahrscheinlich in den letzten Jahren des 4. Jahrhunderts geboren. Er stammte aus Lemica, einer kleinen Ortschaft (civitas) in der Nähe des heutigen Xinzo de Limia (Ourense) in der römischen Provinz Gallaecia. Offenkundig gehörte seine Familie der Oberschicht an: Hydatius war wohlhabend genug, um in seiner Kindheit (wie er selbst berichtet) eine Pilgerfahrt bis nach Palästina zu unternehmen, wo er um das Jahr 406 dem Kirchenvater Hieronymus begegnete.
Im Anschluss an dessen Chronik verfasste Hydatius, der seit 427 Bischof war, später ein eigenes Werk, das die Ereignisse vor allem mit Blick auf die Gallaecia und das sich dort etablierende Suebenreich bis zum Jahr 468 wiedergibt. Das Werk, in dem er nach Kaiserjahren und Olympiaden datierte und das auch sprachlich gut gelungen ist, ist von großer Bedeutung für die Geschichte des spätantiken Hispanien. Besonders für die Zeit nach 428 ist es unsere wichtigste Quelle für die Ereignisse auf der Iberischen Halbinsel und in Südgallien; daneben bemühte sich Hydatius aber auch sehr darum, im Rahmen seiner Möglichkeiten Informationen über den Rest des Imperium Romanum in die Chronik aufzunehmen. Die Fokussierung auf Hispanien ist vor allem dem eingeschränkten Wissen des Bischofs über das übrige Reich geschuldet und nicht etwa einer bewussten Entscheidung für Regionalgeschichte.
Hydatius verstand sich als Römer und hegte als Zivilist und Katholik wenig Sympathie für die zumeist westgotischen und suebischen Krieger, die in dieser Zeit Hispanien fast ganz kontrollierten und zumeist Arianer waren. Hydatius erinnerte voller Stolz daran, dass Kaiser Theodosius I. aus der Gallaecia stammte; nun jedoch sei das Leben von Kriegen, Unterdrückung und Niederlagen geprägt. Tatsächlich hatte die weströmische Regierung in Ravenna die faktische Kontrolle über Hispanien seit dem Einbruch der Vandalen, Alanen und Sueben im Jahr 409 weitgehend verloren (später kamen noch die Westgoten hinzu) und konnte sie nur zeit- und gebietsweise wiedererlangen. In seiner Chronik wetterte Hydatius scharf gegen den Missionar Ajax, der den Kriegerverband der Sueben unter ihrem rex Remismund zum arianischen statt zum katholischen Christentum bekehrte. Zugleich verweist seine Chronik aber auch auf Rivalitäten und Konflikte innerhalb der römischen Bevölkerungsmehrheit.

## Ausgaben
- Hydatius: Continuatio Chronicorum Hieronymianorum. In: Theodor Mommsen (Hrsg.): Auctores antiquissimi 11: Chronica minora saec. IV. V. VI. VII. (II). Berlin 1894 (Monumenta Germaniae Historica, Digitalisat).
- Hydatius: The Chronicle of Hydatius and the Consularia Constantinopolitana. Herausgegeben und übersetzt von Richard W. Burgess. Clarendon Press, Oxford 1993 (nun maßgebliche Edition, wenngleich auch Mommsens Ausgabe weiterhin zitierfähig und teils sogar vorzuziehen ist).
- Jan-Markus Kötter, Carlo Scardino (Hrsg.): Chronik des Hydatius. Fortführung der Spanischen Epitome (Kleine und fragmentarische Historiker der Spätantike). Ferdinand Schöningh, Paderborn 2019 (Edition mit von Burgess abweichender Kapitelzählung, deutscher Übersetzung und Kommentar).